# 高橋克也 (オウム真理教)
高橋 克也（たかはし かつや、1958年4月26日 - ）は、オウム真理教の元信徒。神奈川県出身。ホーリーネームはスマンガラで、教団が省庁制を採用した後は「諜報省」に所属した。オウム真理教事件実行犯の1人として、警察庁に特別指名手配被疑者に指定され、長期間逃亡していた。同姓の高橋昌也とは縁戚関係はない。

## 人物

### 幼少期から阿含宗入信まで
サラリーマンの父とパートタイマーの母の元、1958年、横浜市港北区に生まれる。4歳違いの兄がいる。幼少期より両親が長男である兄を自分より大事にしているのではという劣等感を持って育つ。兄は進学校に通い、国立大学に進学したが、高橋は特に将来の夢が無く、次男であることから大学進学も諦める。 1979年、横浜市の高等専門学校を卒業後、自宅近くの電気関係の会社に就職するが人間関係がうまくいかず退職。大学出と差別されている、兄や両親のせいで大学にいけなかったという思いに悩まされ精神世界へ救いを求め阿含宗に入信し、瞑想とヨーガの修行を始めるが、ここでもうまくいかなかった。阿含宗には具体的な指導理論はなく指導者もいないと感じ、道場の世俗的な雰囲気にも馴染めなかった。

### オウム真理教に入信
そんな時に麻原彰晃の著作『超能力「秘密の開発法」』を読んで興味を持ち、春頃には世田谷の公民館で行われたセミナーに参加。1987年5月にオウム神仙の会に入信し、7月に全財産である自動車と現金300万円をオウム真理教に布施して出家。麻原のシャクティ・パットを受けてクンダリニーの覚醒を体験。「バクティ」と呼ばれる奉仕活動に励み、セミナーの準備や新しい信徒への対応、九州支部の設立準備などの「ワーク」を精力的にこなし、教団幹部の自動車を運転したり、自動車の整備をする「車両班」に配属され、若くして教団幹部となった井上嘉浩の運転手となる。柔道の有段者であることを買われ、麻原の身辺警護を担当する「SPS（尊師パーソナルスタッフ、後の自治省）」にも所属したが、諜報省に移籍し井上嘉浩の補佐役となった。
公証人役場事務長逮捕監禁致死事件では拉致と遺体焼却の実行犯、地下鉄サリン事件では帝都高速度交通営団（現東京地下鉄）日比谷線でサリンを散布した豊田亨の送迎役を務めたとして警察から特別指名手配された。上記の指名手配容疑以外にも会社員VX殺害事件における運転役、被害者の会会長VX襲撃事件における実行役の補佐役、東京都庁小包爆弾事件における爆弾の起爆装置製造の容疑も加わった。
1996年（平成8年）11月に埼玉県所沢市のマンションに菊地直子、北村浩一らと5人で潜伏していたことが判明している。

### 菊地直子逮捕後

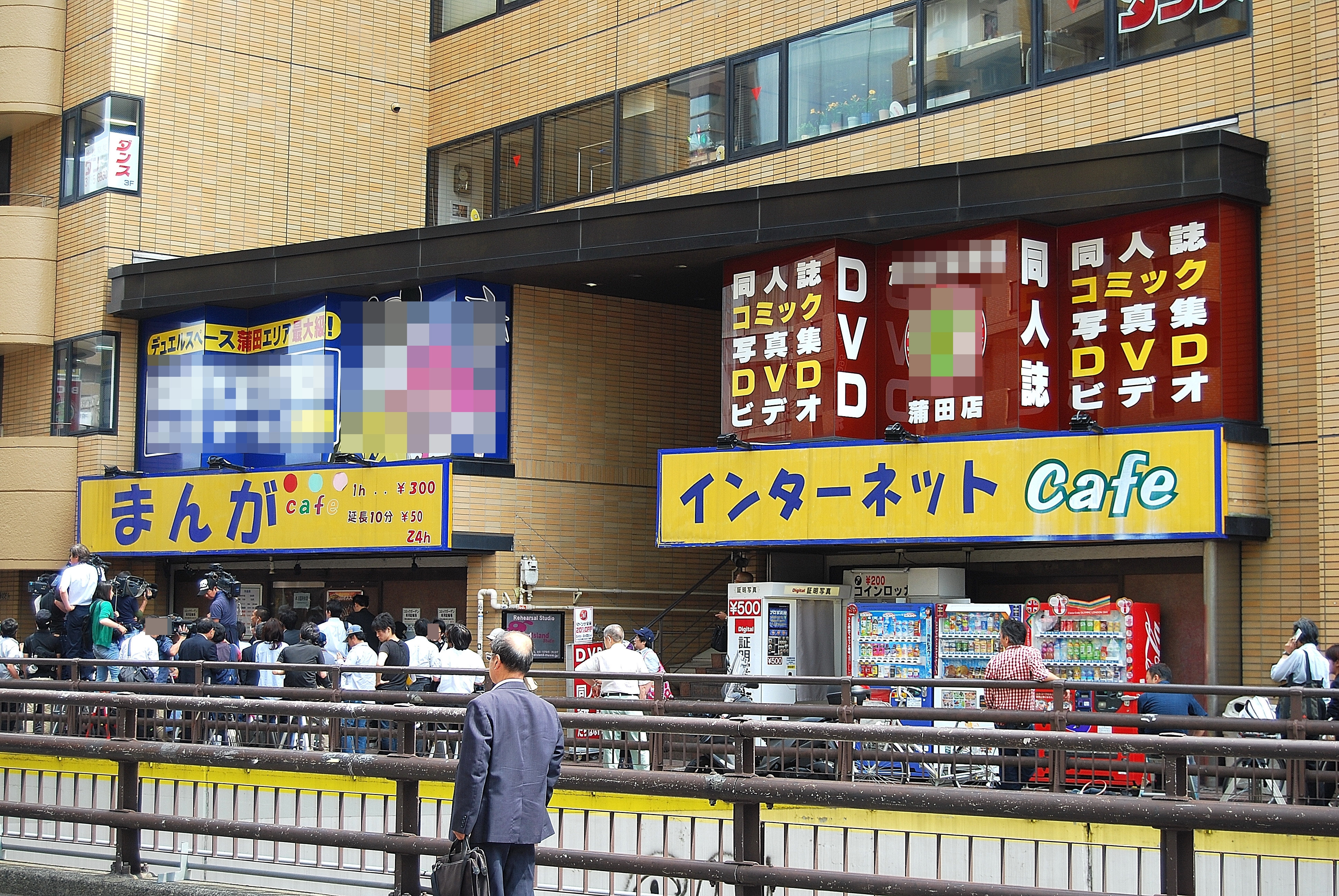
逮捕時に高橋が潜伏していた漫画喫茶「コミックガーデン」（左）

1996年11月以降は足取りが途絶え、海外逃亡説も取り沙汰されたが、2012年6月3日、神奈川県相模原市で逮捕された菊地直子の供述により、2007年ごろまで菊地と生活を共にし、その後は別行動を取っていた事が分かった。
逃走中は実在する人物の住民票を悪用し、本人になりすまして生活していた。一時期千葉県内のパン屋の責任者として潜伏生活を行っていたこともあるという。2011年12月まで、川崎市幸区のアパートに潜伏していたが契約更新に関するトラブルで退居し、その後は2012年6月まで同市川崎区所在の勤務先社員寮に転居し、6月4日に新聞で菊地の逮捕が報じられると逃亡を再開した。警察が高橋が住んでいた川崎市の社員寮に踏み込んだのは逃亡から3時間近く経過した後だった。
菊地逮捕以降、高橋は「最後のオウム逃亡犯」「オウム逃亡犯最後の1人」と呼ばれた。警察は逃亡を続ける高橋を逮捕するために一般市民から情報提供を呼びかけるべく、職場に提出された履歴書の顔写真を公開した。また警察は顔写真だけでなく、逃走直前に預金ほぼ全額を引き出した金融機関や職場での高橋の顔が映った防犯カメラの映像、コンビニで弁当と菊地逮捕を報じる新聞を購入した際の防犯カメラの画像を公開した。
さらに逃走直前にスーパーで逃走用に購入したとみられる青いキャリーバッグの存在、職場関係者の証言に基づく似顔絵、金融機関から引き下ろした200万円以外にも菊地の同居人の証言から資金を持っており数百万円を所持している可能性があること、「潜伏先は地方を避けて都会にすべき」や「駅や空港には防犯カメラが多いから避けるべき」と高橋が供述していたとする菊地の証言、キャリーバックを購入したスーパーからタクシーに乗車する際に脚と青いキャリーバッグがわずかに映った防犯カメラの映像、社員寮に夏服がない一方で冬服が残されていることから何着かの夏服が持ち出されている可能性が高いこと、社員寮に防犯カメラ特集の雑誌が残されており防犯カメラに関する知識を悪用して逃亡している可能性が高いこと、川崎駅周辺の透明なドア越しに歩く姿がわずかに映った喫茶店の防犯カメラの映像、職場に提出された履歴書や金融機関払戻請求書に書かれた筆跡に至るまで連日に逐次公開し、結果として連日にわたって世間の注目を集めることになった。
マスコミもこれらの警察の細かな発表だけでなく捜査特別報奨金制度（公的懸賞金制度）の対象であることを併せて報道し、高橋の足取りだけでなく逃亡手段や潜伏先や心理状況に至るまで専門家が推理・分析し、コメンテーターが論評し、現職の捜査責任者である警視庁捜査一課理事官が生放送のテレビ番組に出演し情報提供を呼びかけるなど異例の展開を見せ、「劇場型捜査」と呼ばれた。
市民から有力な内容を含むいくつかの情報が寄せられる中、逃亡開始から17年後の2012年6月15日午前、潜伏していた東京都大田区西蒲田の漫画喫茶「コミックガーデン」で似た男がいると通報があり、駆け付けた捜査員が「高橋克也の件で捜査しています」と聞くと「はい。私が高橋克也です」と素直に応じ、連行された蒲田警察署で逮捕された。2011年12月31日、丸の内警察署に自ら出頭した平田信の逮捕から僅か半年で最後のオウム逃亡犯である高橋が逮捕されたことで、オウム真理教事件は一つの節目を迎えた。
逮捕後の取り調べで麻原への帰依を否定した平田や菊地と異なり、高橋は逃亡中に使用していたキャリーバッグの中に麻原の著書や写真、説法の録音されたカセットテープが入っており、また捜査員に対し麻原のことを「尊師」と呼んでいること、取り調べ中に「教団の修行を積めばパワーがみなぎる」などと話していることなどから、麻原への帰依や教団の教えを支えに逃亡生活を続けていたと、逮捕当時には推定されていた。

## 裁判
地下鉄サリン事件・東京都庁小包爆弾事件・会社員VX殺害事件・被害者の会会長VX襲撃事件・公証人役場事務長逮捕監禁致死事件で起訴されたが、現場の見張り役として関与した駐車場経営者VX襲撃事件については「起訴された2つのVX事件より前の事件で、VXの効能などを理解していたことを示す十分な証拠がない」として嫌疑不十分で不起訴処分とされた。2012年9月24日に高橋が公証人役場事務長の事件で起訴されたことで、一連のオウム真理教事件の捜査は終結した。
裁判員裁判による初公判は2015年1月16日に東京地方裁判所で行われ、同年4月30日の判決公判では、全事件で有罪が認定され、求刑通り無期懲役の判決が言い渡された。江川紹子によると、公証人役場事務長の事件以外については特に謝罪はなかったという。
同年5月1日、一審の判決を不服として東京高等裁判所に控訴した。2016年9月7日、東京高裁は一審判決を支持し、弁護側の控訴を棄却した。
2018年1月18日付で、最高裁判所第二小法廷（菅野博之裁判長）は、高橋の上告を棄却する決定をした。高橋は上告棄却決定を不服として異議申し立てを行ったが、最高裁第二小法廷は1月25日付で、この異議申し立てを退ける決定をした。これにより、一・二審の無期懲役判決が確定し、オウム真理教事件の一連の刑事裁判が終結することとなった。

## 公訴時効
1995年（平成7年）の地下鉄サリン事件の犯行時は殺人罪・殺人未遂罪の公訴時効は15年であったが、共犯者の公判が約16年行われていたため刑事訴訟法254条2項の規定により公訴時効は停止し、2010年（平成22年）4月に刑事訴訟法改正により殺人罪の公訴時効が廃止され、捜査が継続していた。これにより、高橋に対する地下鉄サリン事件の殺人罪での訴追が無期限で可能となった。

## 関連事件
- 会社員VX殺害事件（殺人罪）
- 被害者の会会長VX襲撃事件（殺人未遂罪）
- 公証人役場事務長逮捕監禁致死事件（逮捕監禁致死罪、死体損壊罪）
- 地下鉄サリン事件（殺人罪、殺人未遂罪）
- 東京都庁小包爆弾事件（殺人未遂罪、爆発物取扱罰則違反）
- オウム真理教事件

## 警察が手配時に公表していた情報
- 身長173cm位
- 眉毛が濃い
- 頭が大きい
- 近視（眼鏡使用あり）

## その他
1999年（平成11年）7月に発生した全日空61便ハイジャック事件のハイジャック犯は刃物を飛行機に持ち込む際の航空券予約において「タカハシ・カツヤ」の偽名を用いた。
2024年8月23日に強盗の罪で指名手配された同名の人物とは無関係である。